# Эрё
Не путать со скандинавскими монетами, имеющих другое название «Эре» (øre).

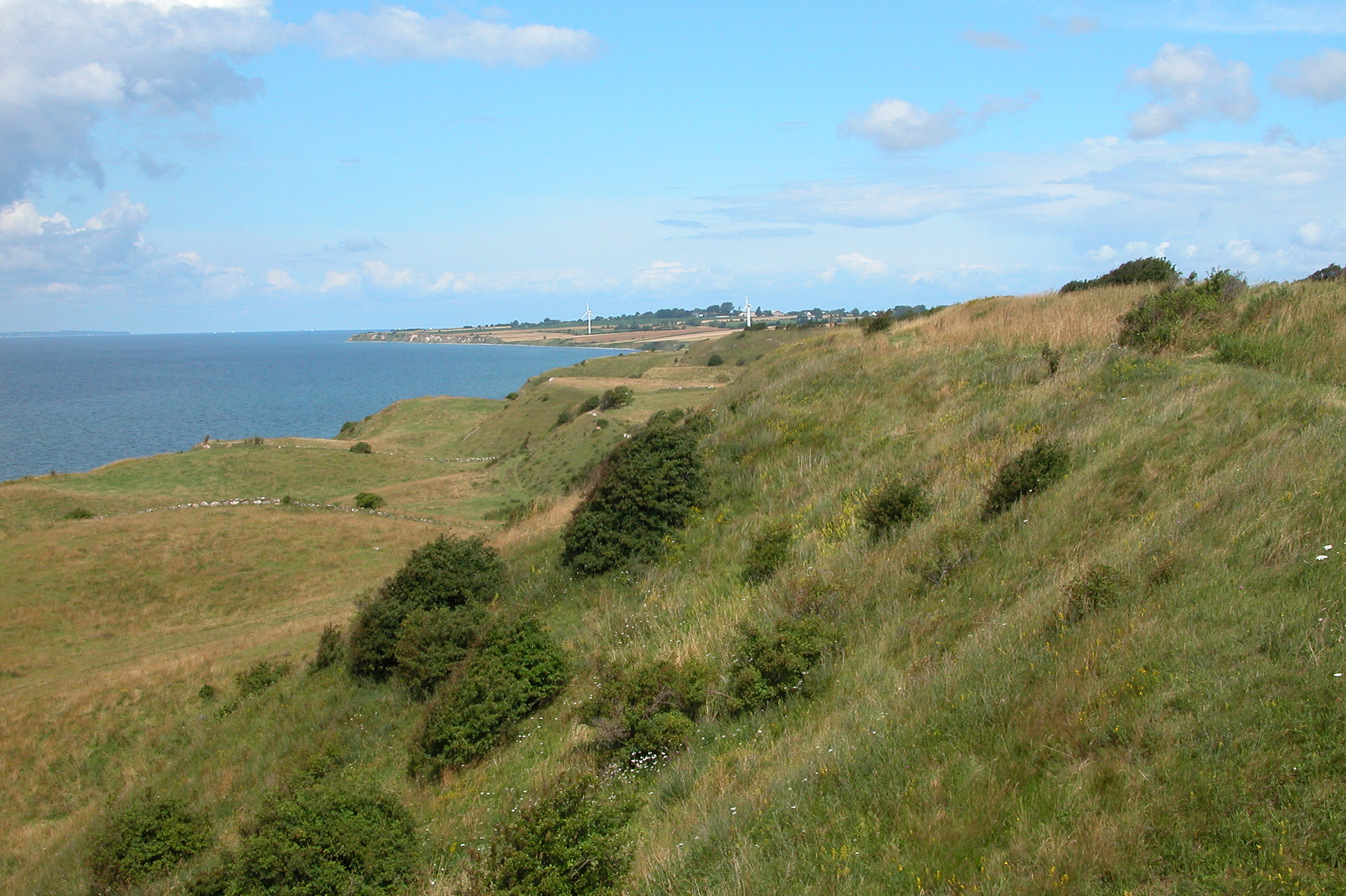
Пейзаж острова Эрё.

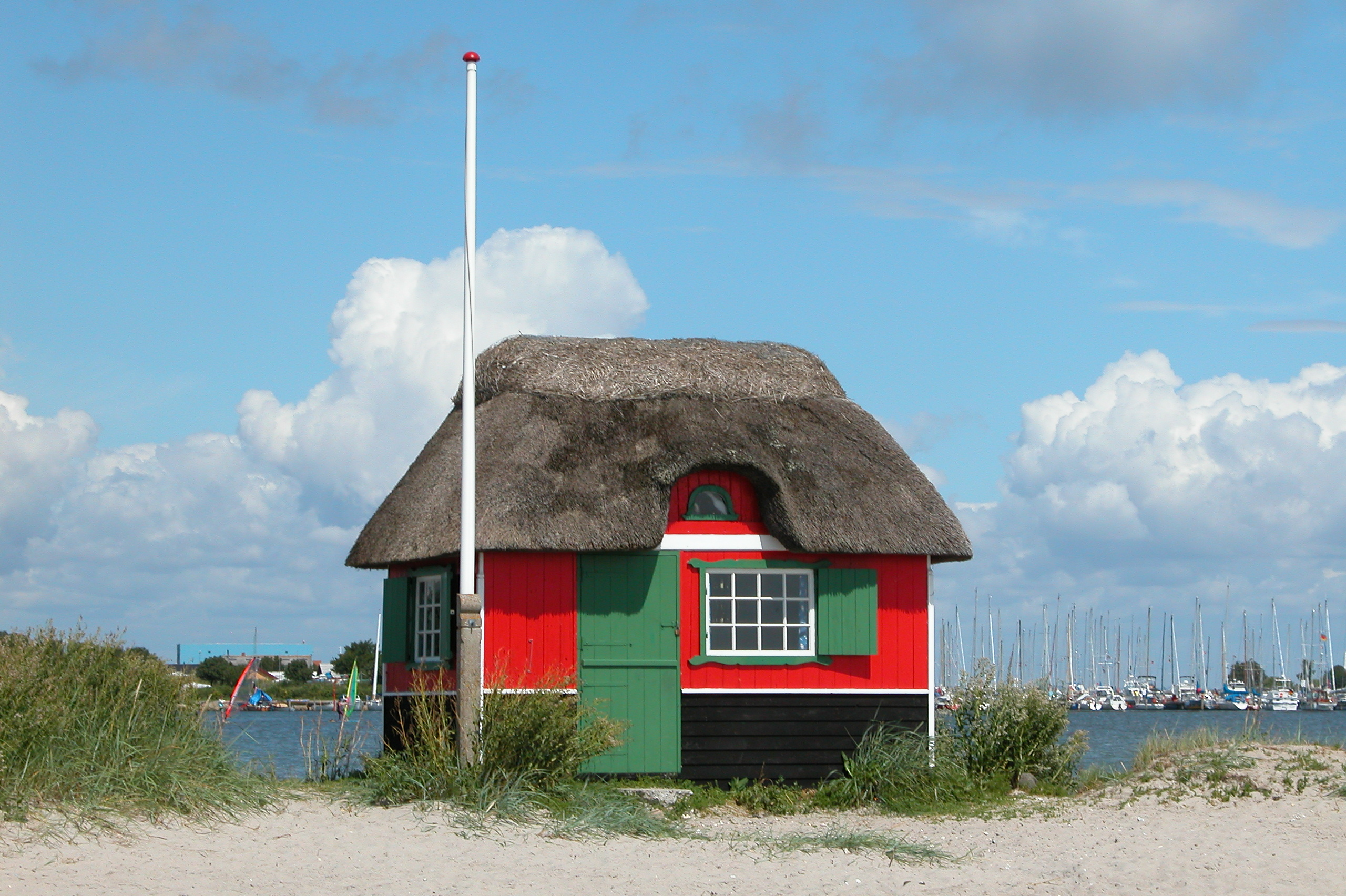
Дом на пляже около Марсталя.

Э́рё (дат. Ærø, от датск. ær — клён, ø — остров), Эре — остров в Балтийском море, к востоку от пролива Малый Бельт. 
Остров сейчас принадлежит Дании. Площадь 88,07 км². Население — 6 698 человека (1 января 2009 года). Остров входит в состав муниципалитета Эрё (область Южная Дания). Административный центр — Эрёскёбинг.

## География
Длина острова приблизительно 30 километров, ширина до 8 километров. Длина береговой линии 167 километров. Поверхность преимущественно холмистая.
На острове находятся три города: Марсталь (2 340 жителей, дат. Marstal), Эрёскёбинг (978 жителей, дат. Ærøskøbing) и Сёбю (598 жителей, дат. Søby) (данные приведены по состоянию на 2003 год). На острове расположены 14 деревень и несколько фермерских хозяйств.

## История
Археологические исследования обнаружили древнейшие поселения (8000 лет до н. э.). Найдены несколько курганов и старое место народного собрания (тинг). Древние реликты найдены по всему острову. Курганы, коридорные гробницы, дольмены со следами человеческой деятельности давностью более чем 10 000 лет.
Герцог Шлезвига Вальдемар IV, в 1287 году, после убийства Эрика V захватил острова Альзен, Эре и Фемарн, но в 1295 году был вынужден вернуть захваченное Дании.
Из истории средних веков и нового времени примечателен период с XIV века до 1864 года, когда Эрё был объектом борьбы средневековых герцогств и поочерёдно объединялся и разделялся на несколько анклавов. 
Остров находился вне зоны тарифов королевства, поэтому на острове процветала контрабанда, которая была источником существования многих жителей.
В 1629 году главный город Эрёскёбинг сгорел в результате пожара. Случались и другие подобные трагедии. В 1750 году остров, прежде разделённый между различными герцогствами, был объединён в единый административных округ прусской провинции.
До 1864 года Эрё был частью герцогства Шлезвиг. Кристиан, двоюродный брат датского короля Кристиана IV, был герцогом Эрё с 1622 по 1633 года и жил в поместье Гростен (дат. Gråsten).

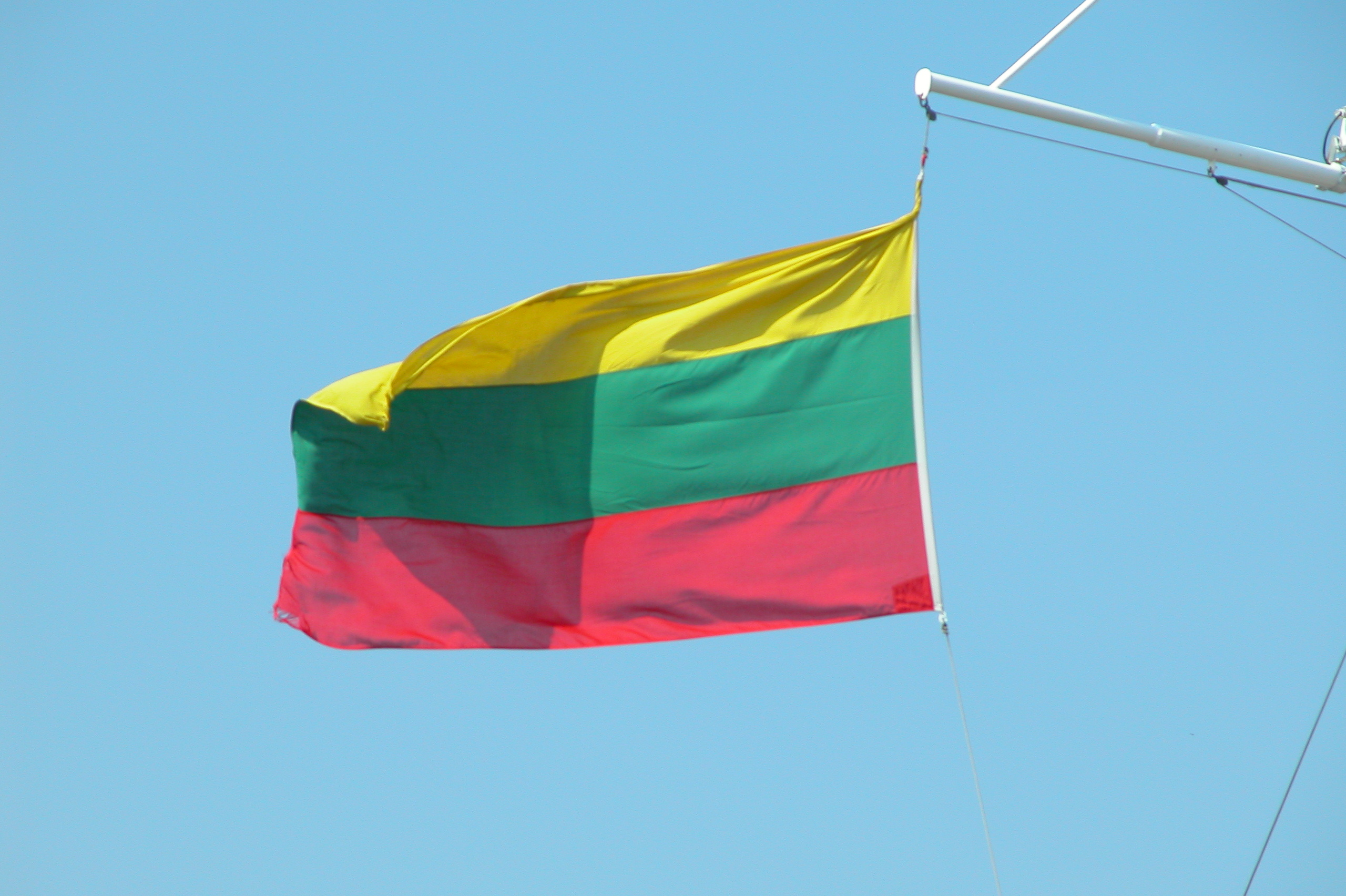
Флаг острова

Когда герцог умер, в Гростене было найдено составленное из девяти кусков материи трехцветное знамя. Это знамя является флагом острова по сей день. После смерти Кристиана Эрё был разделён между четырьмя его братьями. Вот почему на острове появились два города, Эрёскёбинг и Марсталь, до 1 января 2007 года принадлежавшие разным муниципалитетам (в результате административной реформы 1 января 2007 года они были объединены в один муниципалитет Эрё).
Поместье Гростен было ликвидировано в 1766 году, а здания разрушены. Имя «Гростен» сегодня носит фермерское хозяйство, расположенное почти на том же самом месте, где ранее находилось поместье.
После объединения в 1750 году Эрё никогда более не разделялся. В память об этом был установлен мемориальный камень Olde Mølle («Старая мельница»). После объединения на территории острова стал действовать кодекс Ютландии 1241 года, отдельные положения которого и сейчас применяются.

## Экономика

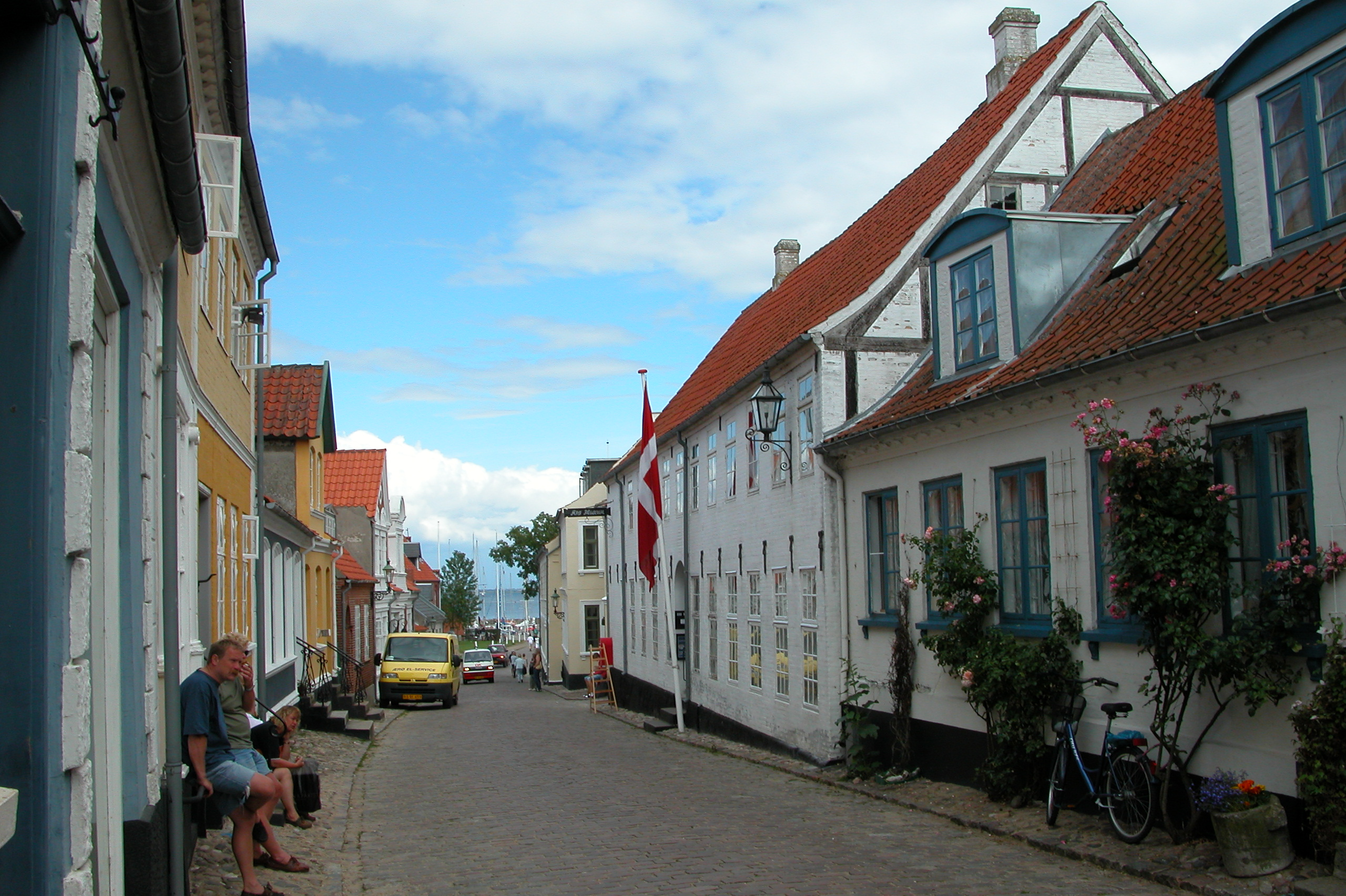
Улица в Эрёскёбинге

На острове находится одна из крупнейших в мире солнечных электростанций площадью 18,365 м², обеспечивающая треть энергопотребления города Марсталь.
На острове стремятся полностью удовлетворить потребности в электроэнергии с помощью возобновляемых источников. В 2002 году доля электричества, вырабатываемой возобновляемыми источниками энергии, составила 40 %. Эрё считается одним из мировых лидеров в этой области.

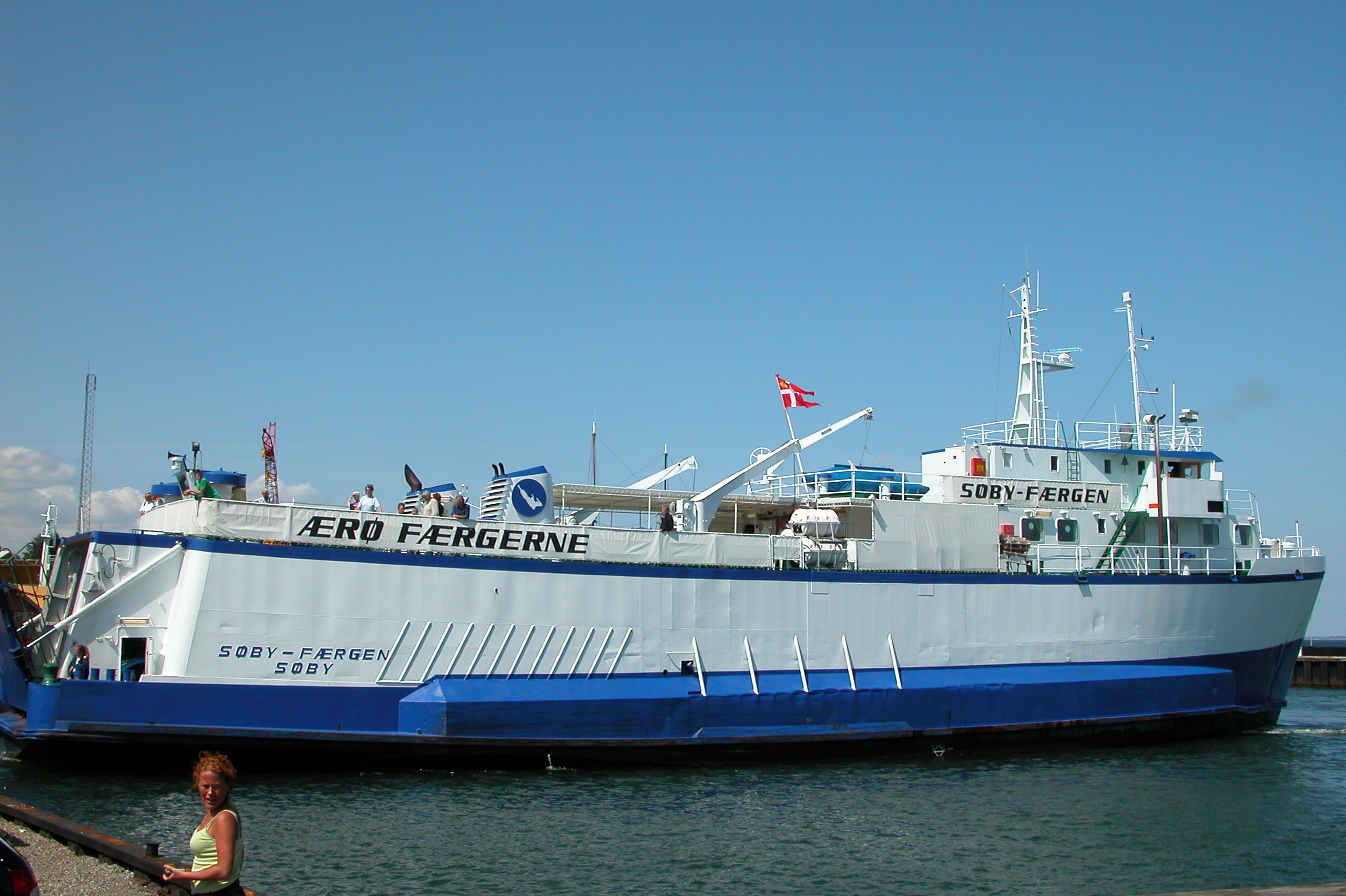
Паром, соединяющий Сёбю с городом Фоборг на о. Фюн

Для обогрева помещений на острове используется система солнечных коллекторов. С учётом недавнего расширения система солнечных коллекторов в Марстале является самой большой в мире.
В 2002 году были построены три современных ветрогенератора, обеспечивающие 50 % энергопотребления острова.
Эрё — единственный среди крупных датских островов, не соединённых мостами с другими островами. Остров имеет паромное сообщение с островами Альс, Фюн и Лангеланн. Около Марсталя расположен небольшой аэродром с травяным покрытием.